# Springer Science+Business Media
Springer Science+Business Media o Springer es una editorial global que publica libros, libros electrónicos y publicaciones científicas de revisión por pares relacionados con ciencia, tecnología y medicina (STM: science, technical & medical). Springer también hospeda varias bases de datos científicas, incluyendo SpringerLink, SpringerProtocols y SpringerImages. Las publicaciones de libros incluyen mayoritariamente trabajos de investigación, libros de texto, monografías y series de libros. Más de 35 mil títulos están disponibles como libros electrónicos, organizados en 13 colecciones temáticas. Dentro del ámbito de STM, Springer es la mayor editorial de libros, y la segunda más grande a nivel mundial en publicaciones científicas (después de Elsevier), con más de 60 casas de publicación, alrededor de 2000 publicaciones científicas, 6500 nuevos libros publicados cada año, ventas de 880 millones de euros (en 2008) y más de 5000 empleados. Springer tiene sus principales oficinas en Berlín, Heidelberg, Dordrecht y Nueva York.

## Historia
El alemán Julius Springer fundó Springer-Verlag en Berlín en 1842. En 1964, Springer expandió su negocio al extranjero, abriendo primero una oficina en Nueva York, que fue seguida por otras en Tokio, París, Milán, Hong Kong y Delhi.
La compañía de publicaciones académicas BertelsmannSpringer se formó después de que Bertelsmann comprara una participación mayoritaria de Springer-Verlag en 1999. Los grupos de inversión británicos Cinven y Candover compraron luego BertelsmannSpringer a Bertelsmann en 2003. Estos fusionaron la compañía en 2004 con la editorial holandesa Kluwer Academic Publishers que compraron a Wolters Kluwer en 2002, para finalmente formar Springer Science+Business Media.
En 2009, Cinven y Candover vendieron Springer a dos firmas privadas, EQT Partners y Government of Singapore Investment Corporation. El cierre de la venta fue confirmada en febrero de 2010 luego que la competencia autorizara la transferencia en Estados Unidos y Europa.
En 2011, adquirieron también Pharma Marketing y Publishing Services de Wolters Kluwer.

## Publicaciones
- Biology & Philosophy